# An-Nasr wa as-Salam
An-Nasr wa as-Salam lub Nasser Wa Salaam (arab. ‏النصر والسلام‎) – miasto w środkowym Iraku, w muhafazie Bagdad. Leży koło Abu Ghraib, 30 kilometrów od Bagdadu. Mieszka w nim 150 tys. osób.

## Geografia
Miasto An-Nasr wa as-Salam leży w środkowym Iraku, w muhafazie Bagdad. Miasto leży ok. 42 m n.p.m.. An-Nasr wa as-Salam znajduje się 34 kilometrów od stolicy państwa, Bagdadu.

## Historia
29 października 2005 roku jeden z żołnierzy piechoty morskiej United States Army zginął, gdy jego pojazd uderzył w bombę przydrożną w pobliżu Nasser Wa Salaam. Kilka dni później od 75 do 100 Irakijczyków z okolic Nasser Wa Salaam zebrało się przed lokalnym posterunkiem policji i skandując hasła, pokazało swoje poparcie dla pokojowego Iraku i wsparcie dla sił koalicyjnych.